# Edel 3
Pour les articles homonymes, voir Edel.
L'Edel 3 est une classe de voilier construite à 300 exemplaires par les chantiers Edel de 1967 à 1974.